# John Nash (Maler)

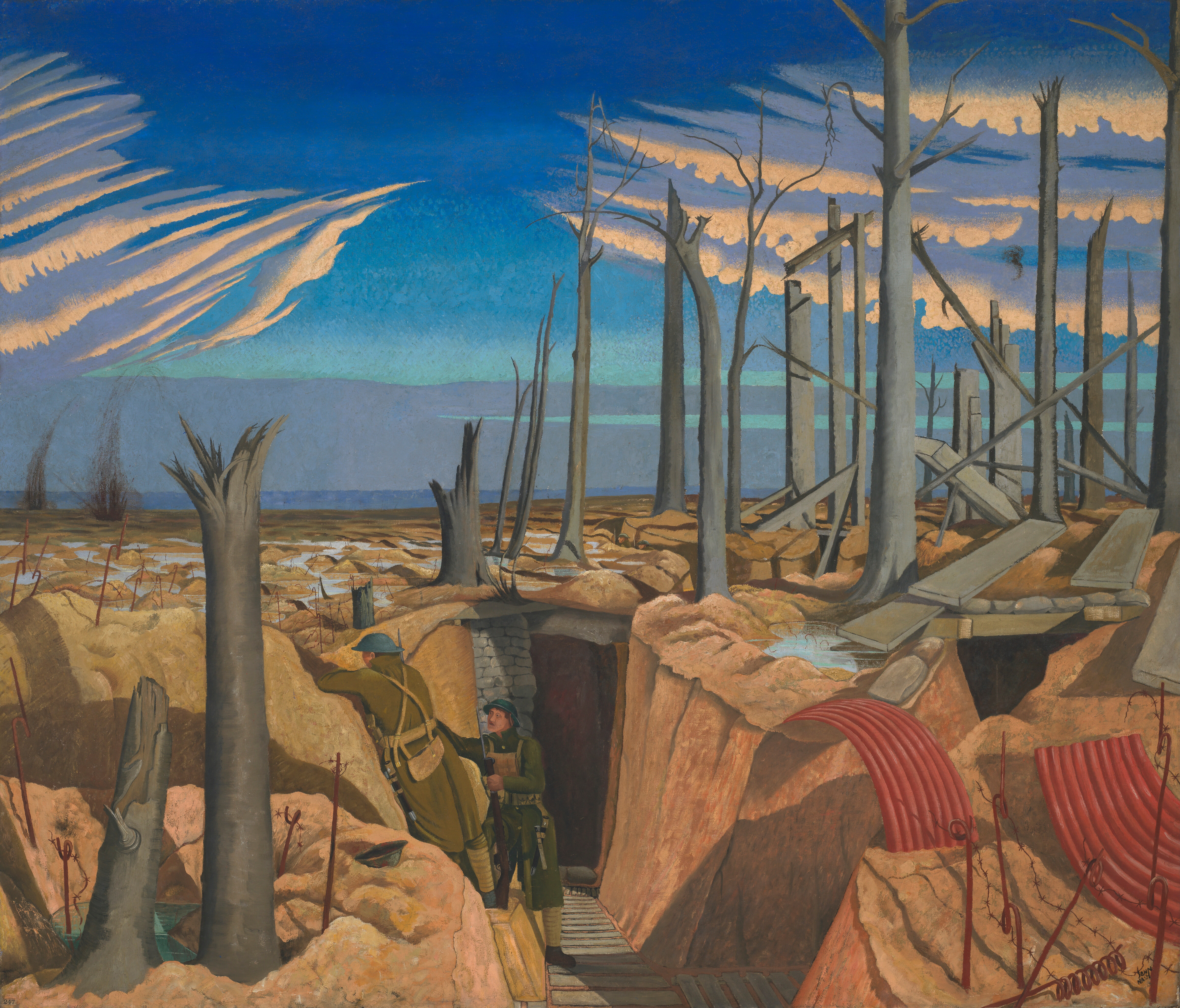
John Nash: Oppy Wood, 1917, Evening. Imperial War Museum, London

John Northcote Nash (* 11. April 1893 in London; † 23. September 1977 in Colchester) war ein britischer Maler, Holzstecher und Illustrator, der vor allem für seine Landschafts- und Stilllebenmalerei bekannt wurde. Er war der jüngere Bruder des bekannten Kriegskünstlers Paul Nash (1889–1946) und war Mitglied der London Group.

## Leben
John Northcote Nash wurde 1893 in Kensington geboren. Im Jahr 1901 zog die Familie Nash nach Buckinghamshire. Die Natur der Chiltern Hills und der Garten des Familiensitzes in Iver Heath hatten großen Einfluss auf seine künstlerische Entwicklung. Nach dem Besuch des Wellington College begann Nash eine journalistische Ausbildung, wandte sich aber auf Anregung seines Bruders und seiner Künstlerfreunde, insbesondere Dora Carrington und Claughton Pellew, der Malerei zu. 1918 heiratete er die Künstlerin Christine Kühlenthal (1895–1976). Obwohl John Nash keine formale künstlerische Ausbildung genossen hatte, stellte er 1913 zum ersten Mal aus und war Mitglied der Camden Town Group (1913–1914) und der London Group (ab 1915). 1916 trat er in das Regiment Artists Rifles ein und wurde 1918 zum offiziellen Kriegskünstler des Ersten Weltkriegs ernannt.

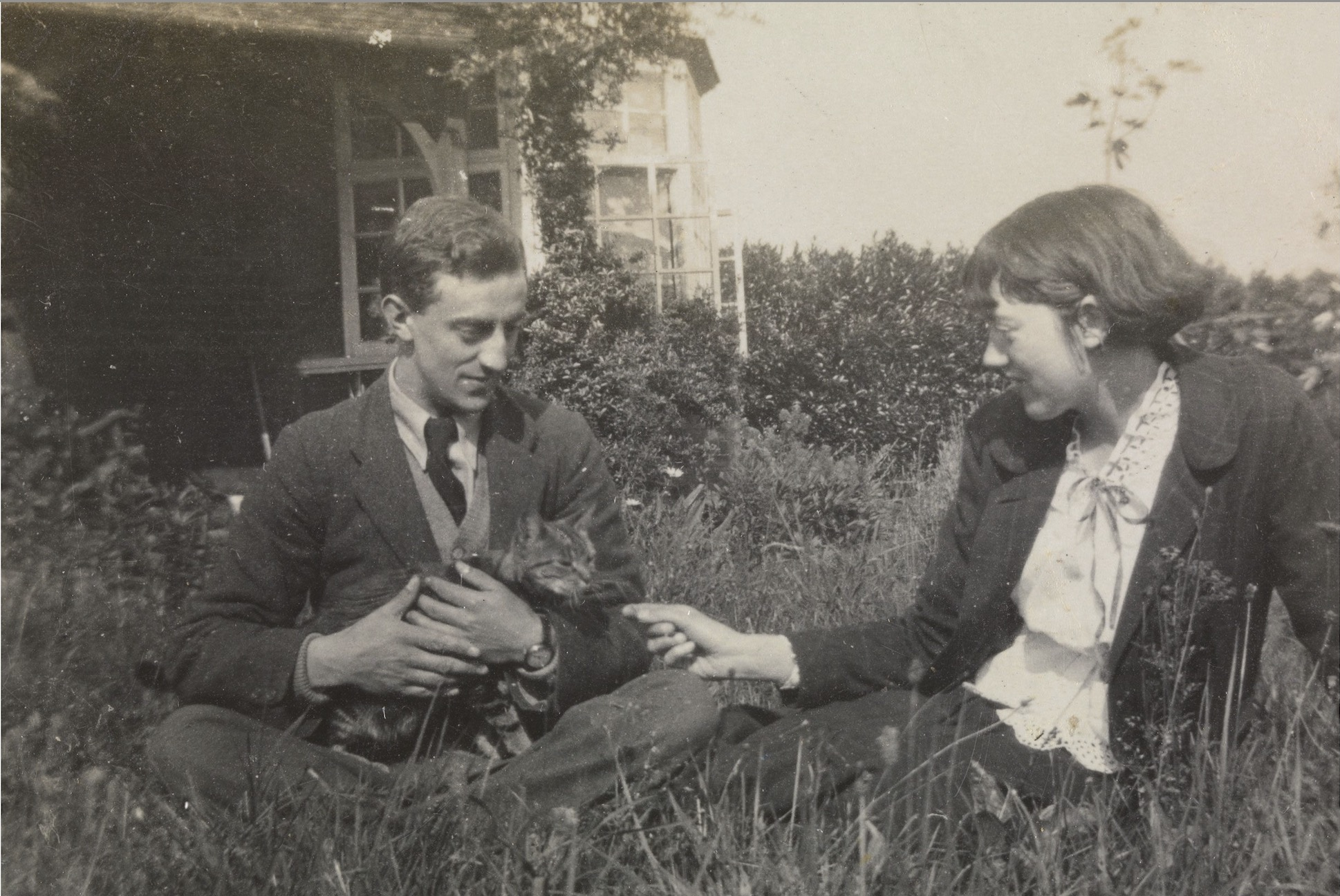
Christine Kühlenthal und John Nash kurz vor seiner Abreise nach Frankreich 1916

Nach dem Krieg lebte John Nash ab 1919 in Whiteleaf (Buckinghamshire) und beteiligte sich an der Wiederbelebung der englischen Buchillustration. Seine Arbeiten aus dieser Zeit spiegeln sein Interesse an Literatur und Botanik wider, besonders deutlich in den Illustrationen zu Poisonous Plants (1927). Daneben entstanden humoristische Zeichnungen, die vom Werk Edward Lears beeinflusst waren. In den 1920er Jahren unterrichtete Nash an der Ruskin School of Art in Oxford, wo er bis zu seinem Lebensende lehrte. In der Zwischenkriegszeit lebte das Ehepaar Nash in Meadle (Buckinghamshire) und unternahm zahlreiche Reisen durch England. Die dabei entstandenen Skizzen verarbeitete er in Ölgemälden und Aquarellen. John Nash war ein begeisterter Botaniker und spezialisierte sich auf die Illustration von Pflanzen. Wie sein Freund Cedric Morris bezeichnete er sich selbst als „artist plantsman“.
Während des Zweiten Weltkriegs wurde Nash 1940 erneut zum offiziellen Kriegskünstler der Royal Marines ernannt, empfand diese Aufgabe jedoch als wenig erfüllend. Nach Kriegsende wandte er sich wieder der Landschaftsmalerei zu. Seit 1922 hielt sich Nash regelmäßig in Essex auf, wo er 1945 mit seiner Frau die Bottengoms Farm bei Wormingford erwarb und bis zu seinem Tod lebte. Nash war Mitbegründer der Colchester Art Society, deren Präsident er von 1946 bis 1977 war. 1940 wurde er zum Associate of the Royal Academy (ARA) und 1951 zum Royal Academician (RA) ernannt. 1964 erhielt er den Order of the British Empire (CBE) und 1967 widmete ihm die Royal Academy die erste Retrospektive eines lebenden Künstlers. Seine Werke befinden sich heute in zahlreichen öffentlichen und privaten Sammlungen, darunter die Tate Gallery, das Courtauld Institute of Art und die Fine Arts Museums of San Francisco.